# Erebia iranica
Erebia iranica är en fjärilsart som beskrevs av Grum-grshimailo 1894. Erebia iranica ingår i släktet Erebia och familjen praktfjärilar. Inga underarter finns listade i Catalogue of Life.